# Facheiroa

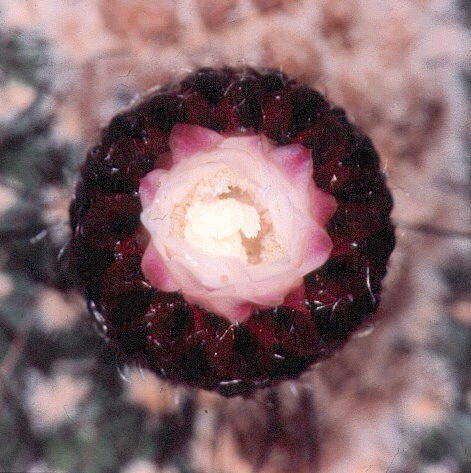
Blüte von Facheiroa cephaliomelana

Facheiroa ist eine Pflanzengattung aus der Familie der Kakteengewächse (Cactaceae). Der botanische Name der Gattung leitet sich vom Wort „Facheiro“ ab, mit dem in Brasilien einige Kakteengewächse bezeichnet werden.

## Beschreibung
Die Arten der Gattung Facheiroa wachsen strauchig oder baumartig, sind stark verzweigt, besitzen einen kurzen Stamm und erreichen Wuchshöhen von bis zu 5 Metern. Die Triebe sind aufsteigend, zylindrisch und haben 12 bis 25 (selten mehr) schmale Rippen mit variablen Dornen. Das borstige Cephalium ist eingesenkt oder oberflächlich.
Die röhrenförmigen Blüten sind mit dachziegelartigen Schuppen besetzt und öffnen sich in der Nacht. Ihr Blütenbecher und die Blütenröhre sind reichlich mit Haaren besetzt.
Die fleischigen, kugelförmigen, halbtransparenten, nicht aufreißenden Früchte sind grün bis braun oder violett. Sie enthalten ein saftiges Fruchtfleisch. Die kleinen bis mittelgroßen Samen sind eiförmig, halbmatt und braun bis schwarzbraun.

## Systematik und Verbreitung
Die Arten der Gattung Facheiroa sind im Nordosten von Brasilien verbreitet.
Die ersten Pflanzen wurden im Oktober 1917 durch Leo Zehntner in der Serra de Cannabrava im Chique-Chique Distrikt von Bahia entdeckt. Die Erstbeschreibung der Gattung mit der damals einzigen Art Facheiroa publiflora, der Typusart der Gattung, erfolgte 1920 durch Nathaniel Lord Britton und Joseph Nelson Rose.

### Systematik nach N.Korotkova et al. (2021)
Die Gattung umfasst folgenden Arten:
- Facheiroa cephaliomelana Buining & Brederoo
  - Facheiroa cephaliomelana subsp. cephaliomelana
  - Facheiroa cephaliomelana subsp. estevesii (P.J.Braun) N.P.Taylor & Zappi
- Facheiroa squamosa (Gürke) P.J.Braun & Esteves
- Facheiroa ulei (Gürke) Werderm.

Ein Synonym Gattung ist Zehntnerella Britton & Rose (1920).

### Systematik nach E.F.Anderson/Eggli (2005)
Zur Gattung gehören die folgenden Arten:
- Facheiroa cephaliomelana Buining & Brederoo
  - Facheiroa cephaliomelana subsp. cephaliomelana
  - Facheiroa cephaliomelana subsp. estevesii (P.J.Braun) N.P.Taylor & Zappi
- Facheiroa squamosa (Gürke) P.J.Braun & Esteves
  - Facheiroa squamosa subsp. squamosa
  - Facheiroa squamosa subsp. polygona (F.Ritter) P.J.Braun & Esteves = Facheiroa squamosa (Gürke) P.J.Braun & Esteves
- Facheiroa ulei (Gürke) Werderm.

Synonyme der Gattung sind Zehntnerella Britton & Rose (1920) und Erythrocereus Houghton (1931, nom. inval.).

## Nachweise